# Al-Umsijja
Al-Umsijja (arab. الأمسية) – wieś w Syrii, w muhafazie muhafazie Aleppo. W 2004 roku liczyła 856 mieszkańców.